# Ширококутний об'єктив
Ширококутний об'єктив — об'єктив, фокусна відстань якого менша, ніж у «нормального». У фотографії вона має бути меншою, ніж діагональ використовуваного кадру, тому до групи ширококутних прийнято відносити фотооб'єктиви, які мають кут поля зору від 52° до 82° включно. В кінематографі ширококутними вважаються кінознімальні об'єктиви, фокусна відстань яких менша від подвоєної діагоналі кадру кіноплівки. Об'єктиви з кутом поля зору більшим, ніж 90°, вважаються надширококутними. У фотографії поняття ширококутного об'єктива застосовне як до оптики з постійною фокусною відстанню, так і до зумів відповідного діапазону. В останньому випадку використовується термін «ширококутний зум».

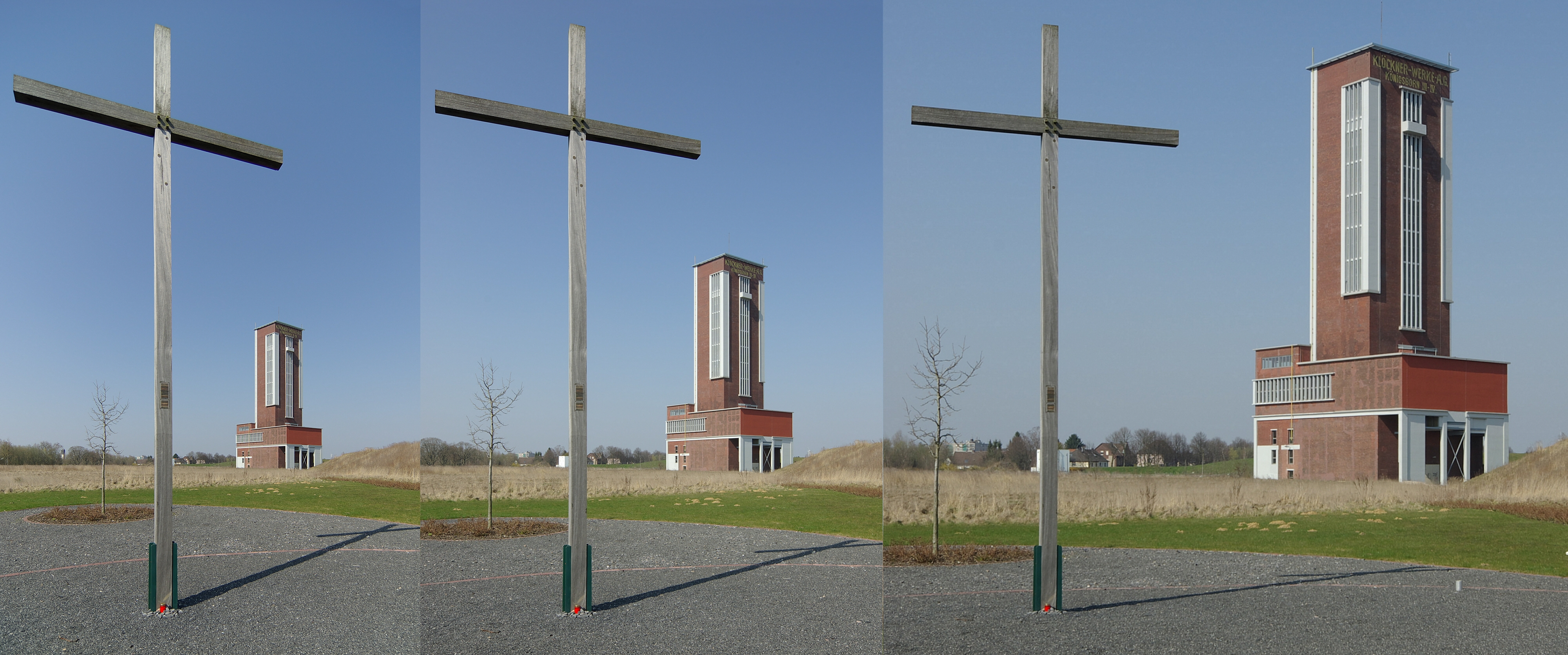
Один і той самий сюжет, знятий з різних відстаней ширококутним, нормальним і довгофокусним об'єктивами

## Особливості
Для малоформатного фотоапарата ширококутними вважаються об'єктиви з фокусною відстанню менше 50 мм. Такий самий діапазон займає короткофокусна кінознімальна оптика, розрахована на класичний кадр або формат «Супер-35». Для кінокамер формату «Супер-16» ширококутним вважається об'єктив з фокусною відстанню менше 25 мм. Для найпоширеніших цифрових дзеркальних фотоапаратів з кроп-фактором 1,5—1,6 ширококутними вважають об'єктиви з фокусною відстанню менше 28 мм. Для середньоформатного кадру 6×6 см фокусна відстань ширококутного об'єктива має бути не менше 75 мм. Зазвичай вона лежить у діапазоні 45-65 мм.

Схема ретрофокусного ширококутного об'єктива для однооб'єктивних дзеркальних фотоапаратів. H' — задня головна площина; f' — задня фокусна відстань

Ширококутні об'єктиви незамінні в інтер'єрній фотографії, дозволяючи знімати в тісному приміщенні. Крім того, вони широко застосовуються в архітектурній та пейзажній фотографії. Однак, підкреслена перспектива, яку дає короткофокусна оптика, дозволяє використовувати її як додатковий виражальний засіб для будь-яких сюжетів. Ще одна характерна особливість короткофокусної оптики полягає у великій глибині різкості, що дозволяє отримувати різке зображення сюжетів, протяжних у глибину. Іноді це дозволяє взагалі обходитися без фокусування, встановлюючи об'єктив на гіперфокальну відстань. У кінематографі короткофокусна оптика штучно скорочує тривалість дії в кадрі, оскільки актор може вийти з великого плану або ввійти в нього швидше, ніж за знімання іншими об'єктивами.
Ширококутні об'єктиви найменш чутливі до змазування фотографії та нерівномірності панорамування під час кіно- і відеознімання. Через особливості оптичної конструкції для ширококутних об'єктивів віньєтування більш характерне, ніж для оптики інших фокусних відстаней. Тому в сучасних цифрових фотоапаратах та кінокамерах передбачені спеціальні алгоритми компенсації (профілі об'єктивів), що забезпечують цифрове вирівнювання яскравості зображення по полю.
В далекомірних фотоапаратах використовуються короткофокусні об'єктиви симетричної конструкції, яка вважається найбільш оптично досконалою і вільною від дисторсії. Ширококутні об'єктиви, призначені для однооб'єктивних дзеркальних фотоапаратів і кінокамер з дзеркальним обтюратором, мають особливу ретрофокусну конструкцію, що дозволяє подовжити задній відрізок. Це необхідно через наявність за об'єктивом рухомого дзеркала або обтюратора. Спрощено таку оптичну будову можна уявити, як перевернутий телеоб'єктив, що складається з від'ємного переднього меніска і додатного заднього компонента. Оптична сила розсіювального і збирального елементів тим вища, чим менша фокусна відстань порівняно з заднім відрізком. Перший ретрофокусний ширококутний об'єктив для кінокамер з дзеркальним обтюратором побудував французький оптик П'єром Анженьє 1950 року. Пізніше він розробив «Angenieux Retrofocus» 35/2,5 для малоформатних фотоапаратів, що став зразком для численних наслідувань.

## Короткофокусний об'єктив
Поняття короткофокусний об'єктив стосовно знімальної оптики означає те саме, що й «ширококутний». До проєкційної оптики термін «ширококутний» не застосовується, оскільки кут поля зору в цій галузі не має прямого практичного значення. Від фокусної відстані залежить розмір зображення, отримуваного на екрані за певної відстані від нього до проєктора. Короткофокусний об'єктив дає більше зображення, ніж довгофокусний. Так, під час проєціювання кашетованих фільмів використання короткофокусного об'єктива дозволяє заповнювати зображенням більший екран, ніж під час демонстрування класичного звичайною оптикою.